# Панкратова, Валерия Евгеньевна
Валерия Евгеньевна Панкратова (20 апреля 1995) — российская футболистка, полузащитница.

## Биография
Воспитанница петербургской СДЮСШОР № 2 «Аврора», где занималась футболом и мини-футболом. В сезоне 2009/10 стала победительницей первенства России в своём возрасте и была признана лучшим игроком соревнований.
В сезоне 2012/13 выступала за «Россиянку». Свой единственный матч за клуб в высшем дивизионе сыграла 6 марта 2013 года против «Мордовочки», заменив на 60-й минуте легионерку из ЮАР Н. Ньяндени. «Россиянка» стала в том сезоне серебряным призёром чемпионата России.
Затем несколько лет спортсменка не выступала в соревнованиях высокого уровня, играя за младшие команды из системы «Россиянки». Победительница летней Спартакиады молодёжи России 2014 года в составе сборной Московской области.
В 2016 году присоединилась к вновь сформированному клубу ЦСКА, в его составе сыграла за сезон 13 матчей и забила 2 гола в высшей лиге. Автором своего первого гола стала 9 июля 2016 года в матче против «Кубаночки».
В начале 2017 года перешла в турецкий клуб «Конак Беледиеспор» (Измир). В весенней части сезона сыграла 14 матчей, забив 5 голов, и стала со своим клубом чемпионом Турции. В августе того же года принимала участие в матчах женской Лиги чемпионов.
После возвращения в Россию завершила профессиональную карьеру. Играла в студенческих соревнованиях за команду РГУТиС (ИТиГ).
В 2012 году провела 2 матча за молодёжную сборную России.